# Mauritstad
Mauritstad était  la capitale de l'État du Pernambouc au Brésil à l'époque du Brésil hollandais appelé Nouvelle-Hollande (Nieuw Holland). Elle a été bâtie sur une îlot située à l'embouchure du fleuve Capibaribe, juste à côté de la presqu'île de Recife, à plusieurs kilomètres de l'ancienne capitale portugaise Olinda, alors détruite et incendiée une dizaine d'années plus tôt. Mauritstad, dont la plupart des bâtiments ont disparu, est devenue aujourd'hui un simple quartier de Recife la cinquième agglomération urbaine du Brésil avec 3,7 millions d'habitants.

## Toponymie
Lors de sa fondation au début des années 1640, la ville a été baptisée du nom du gouverneur du Brésil hollandais entre 1637 et 1644, Jean-Maurice de Nassau-Siegen, et elle a été bâtie sur un îlot, appelé Antônio Vaz, qui n'abritait encore que le Couvent de Santo Antônio.

## Histoire

### L'origine
La colonie avait d'abord été fondée en 1537 par les Portugais, pour qui la ville d'Olinda était la capitale de la capitainerie. Recife était alors simplement un petit port de pêche, de quelques maisons, au bout d'une mince presqu'île très allongée qui protégeait du large les île de l'embouchure du fleuve Capibaribe.

Les Hollandais bombardent et brûlent la ville d'Olinda en décembre 1630 et ne souhaitent pas s'installer dans les ruines. Ils préfèrent l'extrémité d'une presqu'île étroite et donc facile à défendre, qui protège aussi des vagues de l'océan l'embouchure commune aux trois rivières, garnies de cinq ou six îlots. Sur celui situé juste en face de Récife, au cours des années 1630, les Hollandais se sont limités à bâtir le Forte Ernesto, en reprenant les pierres d'un vieux couvent abandonné, et Fort Frederico Henrique.

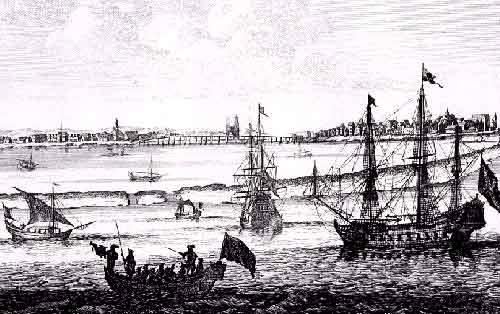
Mauritstad en 1645.

Pour des raisons de sécurité, le gouverneur arrivé en 1637, Nassau-Siegen, a établi son quartier général sur ce site naturellement fortifié, desservi par les eaux de deux rivières, Capibaribe et Bcberibe, qui se jettent dans l’océan. Les Hollandais avaient d'abord rebaptisé le site Antonio Vaz, nom du propriétaire précédent. Sur cette île, les seuls bâtiments étaient un couvent de capucins déserté et quelques cabanes de contrebandiers.

### La construction du pont sur la rivière entre 1640 et 1644
Une version 1639 de l'Atlas Vingboons attribuée à l'architecte Pieter Post, atteste du projet d’urbaniser la zone entre les deux forts mais c’est seulement en 1641, qu’est ouvert l’avis public aux éventuels constructeurs et le 28 février 1644, peu avant le départ du gouverneur Nassau-Siegen qu’est inauguré le pont de 180 mètres la reliant à Récife, le Pont Maurice de Nassau.
Une carte de 1644 montre un seul pont malgré la présence de cinq ou six îlots et aucun canal ou travail de drainage des rivières. C'est plus tard que la ville aura des canaux du style de ceux d'Amsterdam. La vieille ville coloniale d'Olinda, s'étageant sur une petite colline, est brûlée et détruite en 1644, et ne sera reconstruite qu'après le départ des Hollandais. Une carte de 1630 la montre dix fois plus importante que Recife, qui est un simple port, sans habitants.
L'idée de doter la ville d'un pont dans l'ancienne "Portada Balsa" a émergé dès le début de l'occupation hollandaise, cependant, ce n'est qu'entre 1633 et 1634, sous le gouvernement de Cauien et Chijselin, qu'elle a été initiée. En 1638, alors que la ville était encore en construction, Nassau-Siegen a étudié la possibilité de relier l’île à Recife et le continent par des ponts, en vue de se passer des ferries de transport de sucre. En février 1641, il commanda à un entrepreneur, Balthasar da Fonseca, un homme qui a déjà effectué des travaux semblables, de construire le pont.
Pour garantir l'exécution du contrat, il a mis en place une garantie immobilière évaluée à 100.000 florins et demandé leur caution à Gaspar Frandsco da Costa et Femao do Vale, récemments convertis au judaïsme. Les travaux ont commencé avec des ouvriers spécialisés, dont des noirs. Balthasar da Fonseca, maçon, âgé de 35 ans en 1594, avait à cette date été tracassé par l'Inquisition et avait prétendu être un vieux chrétien de Coimbra.
En octobre 1642, dans une longue lettre à Nassau-Siegen et au Conseil supérieur de Recife, la direction de la WIC se plaignit, entre autres, des coûts élevés de construction du pont, en critiquant également trafic d'esclaves entre Recife et Cap-Vert, pour le compte personnel du gouverneur.
Fonseca avait entrepris de construire le pont sur des arcs de pierre, mais quand il fut à moitié terminé en 1643, Nassau-Siegen a changé d'opérateur en évoquant des difficultés techniques liée à la force des courants à marée descendante, obligeant à recourir à des piliers de bois, des poutres de 40 à 50 pieds de long, certaines disposées verticalement et d'autres avec un angle s'adaptant au courant.
Résultat, la deuxième partie du pont aurait coûté seulement 28 000 florins, tandis que les 100 000 florins dus à Fonseca pour la première, ont apparemment été payés avec beaucoup de difficulté, malgré leur cohérences avec l'estimation initiale globale de 240000 florins.
Le pont a été ouvert à la circulation le 28 février 1644 et devint une curiosité en raison de ses structures mixtes en pierre et en bois, portant les armoiries des Maisons d’Orange et de Nassau et l’inscription affirmant qu'il a été achevé en 1640, en fait la date où Nassau-Siegen avait ordonné le début des travaux, et la précision que Fonseca était « un ingénieur juif qui construisit un pont pour Nassau-Siegen » alors qu'il se disait chrétien.
Alors que le pont n'était pas encore achevé, le site a été loué à Jan Cardinael et Martn van Movart, pour 10000 florins la première année et 21 500 dans la seconde. À la résiliation de ce contrat, un nouveau bail a été conclu pour 32 000 florins à Symon Cornelius Puychveer.

### Palais fortifiés
Entre 1641 et 1643, l'espace entre les deux forts est urbanisé par une trentaine de maisons et bâtiments, c'est la ville nouvelle de "Mauritsstad". Parmi ces bâtiments, le palais de Fribourg (Vrijburg en néerlandais), bâti entre 1640 et 1643, un ouvrage défensif de trois étages, protégé par des canons, un grand fossé et, au sud, le fort Ernesto. Financé sur la fortune personnelle du gouverneur selon lui, abritant un zoo et un jardin botanique, il surplombe la mer, surmonté de deux tours de 5 étages reliées par un passage couvert, l’une servant de phare et l’autre d’observatoire astronomique.

### Synagogues
Les commerçants juifs se regroupent dans la petite "ruda do Judeu", ou rue du Bon Jésus, où est ouverte leur synagogue en 1642, dans un bâtiment qui héberge aussi une école talmudique,, et qui donne sur la rivière, à l'extrémité de l'île, en direction d'Olinda. Avant d'avoir ce nom, elle s'appelait encore Rua da Cruz e dos Mercadores.
Sur l'île de Mauritstad, la Synagogue Maghen Abraham (bouclier d'Abraham) sera rattachée en 1648 la Synagogue Kahal Zur Israel, installée à Récife. Leur construction a pris cinq à six ans. Environ 200 juifs sont arrivés en 1642 pour leur inauguration dmenés par son célèbre rabbin, Isaac Aboab da Fonseca, personnalité d'Amsterdam dont il a fallu doubler le salaire pour qu'il accepte cette mission. Elle sert dès 1645 de refuge aux juifs isolés des autres régions, l'année où sa faillite oblige à hypothéquer son bâtiment.

### Carte de 1647
Une carte de 1647 de Georg Marcgraf, accompagnant l’hagiographie de Caspar Barlæus, vante les fortifications naturelles, s’inspirant en miniature du style urbain d'Amsterdam au début du XVIIe siècle, mais toutes les cartes de l’époque montrent un seul pont et seulement deux îles habitées, les autres ne l’étant pas, tandis que la gravure Boa Vista de Frans Post (vers 1647), montre un château fortifié plus qu’un palais d’artistes et que l’ inventaire portugais urbain de 1654 atteste que la plupart des bâtiments de Mauritsstad sont restés cantonnés à la partie de l’île abritant l’ex-couvent.
Au retour de Nassau-Siegen aux Pays-Bas, en 1644, le palais de Fribourg, jugé luxueux mais bien pratique pour défendre la colonie assiégée l'année suivante, est transformé en caserne militaire. Parmi les autres bâtiments la synagogue Kahal Zur Israel, première congrégation religieuse juive des Amériques.
L'ancien pont de la ville était pourvu d'une partie levable, qui permettait le passage des voiliers à mât fixe, et le 11 juillet 1649 il y eut une catastrophe, lorsque cette partie basculante s'est brisée, provoquant la chute dans la rivière de 16 personnes. À la suite de l'accident, le lendemain, neuf corps ont été retrouvés.